# 1390
Portal Geschichte | Portal Biografien | Aktuelle Ereignisse | Jahreskalender | Tagesartikel

◄ |
13. Jahrhundert |
14. Jahrhundert
| 15. Jahrhundert | ►

◄ |
1360er |
1370er |
1380er |
1390er
| 1400er | 1410er | 1420er | ►

◄◄ |
◄ |
1386 |
1387 |
1388 |
1389 |
1390
| 1391 | 1392 | 1393 | 1394 | ► | ►►
Staatsoberhäupter  · Nekrolog
| Januar | Januar | Januar | Januar | Januar | Januar | Januar | Januar |
| Kw     | Mo     | Di     | Mi     | Do     | Fr     | Sa     | So     |
| ------ | ------ | ------ | ------ | ------ | ------ | ------ | ------ |
| 52     |        |        |        |        |        | 1      | 2      |
| 1      | 3      | 4      | 5      | 6      | 7      | 8      | 9      |
| 2      | 10     | 11     | 12     | 13     | 14     | 15     | 16     |
| 3      | 17     | 18     | 19     | 20     | 21     | 22     | 23     |
| 4      | 24     | 25     | 26     | 27     | 28     | 29     | 30     |
| 5      | 31     |        |        |        |        |        |        |

| Februar | Februar | Februar | Februar | Februar | Februar | Februar | Februar |
| Kw      | Mo      | Di      | Mi      | Do      | Fr      | Sa      | So      |
| ------- | ------- | ------- | ------- | ------- | ------- | ------- | ------- |
| 5       |         | 1       | 2       | 3       | 4       | 5       | 6       |
| 6       | 7       | 8       | 9       | 10      | 11      | 12      | 13      |
| 7       | 14      | 15      | 16      | 17      | 18      | 19      | 20      |
| 8       | 21      | 22      | 23      | 24      | 25      | 26      | 27      |
| 9       | 28      |         |         |         |         |         |         |

| März | März | März | März | März | März | März | März |
| Kw   | Mo   | Di   | Mi   | Do   | Fr   | Sa   | So   |
| ---- | ---- | ---- | ---- | ---- | ---- | ---- | ---- |
| 9    |      | 1    | 2    | 3    | 4    | 5    | 6    |
| 10   | 7    | 8    | 9    | 10   | 11   | 12   | 13   |
| 11   | 14   | 15   | 16   | 17   | 18   | 19   | 20   |
| 12   | 21   | 22   | 23   | 24   | 25   | 26   | 27   |
| 13   | 28   | 29   | 30   | 31   |      |      |      |

| April | April | April | April | April | April | April | April |
| Kw    | Mo    | Di    | Mi    | Do    | Fr    | Sa    | So    |
| ----- | ----- | ----- | ----- | ----- | ----- | ----- | ----- |
| 13    |       |       |       |       | 1     | 2     | 3     |
| 14    | 4     | 5     | 6     | 7     | 8     | 9     | 10    |
| 15    | 11    | 12    | 13    | 14    | 15    | 16    | 17    |
| 16    | 18    | 19    | 20    | 21    | 22    | 23    | 24    |
| 17    | 25    | 26    | 27    | 28    | 29    | 30    |       |

| Mai | Mai | Mai | Mai | Mai | Mai | Mai | Mai |
| Kw  | Mo  | Di  | Mi  | Do  | Fr  | Sa  | So  |
| --- | --- | --- | --- | --- | --- | --- | --- |
| 17  |     |     |     |     |     |     | 1   |
| 18  | 2   | 3   | 4   | 5   | 6   | 7   | 8   |
| 19  | 9   | 10  | 11  | 12  | 13  | 14  | 15  |
| 20  | 16  | 17  | 18  | 19  | 20  | 21  | 22  |
| 21  | 23  | 24  | 25  | 26  | 27  | 28  | 29  |
| 22  | 30  | 31  |     |     |     |     |     |

| Juni | Juni | Juni | Juni | Juni | Juni | Juni | Juni |
| Kw   | Mo   | Di   | Mi   | Do   | Fr   | Sa   | So   |
| ---- | ---- | ---- | ---- | ---- | ---- | ---- | ---- |
| 22   |      |      | 1    | 2    | 3    | 4    | 5    |
| 23   | 6    | 7    | 8    | 9    | 10   | 11   | 12   |
| 24   | 13   | 14   | 15   | 16   | 17   | 18   | 19   |
| 25   | 20   | 21   | 22   | 23   | 24   | 25   | 26   |
| 26   | 27   | 28   | 29   | 30   |      |      |      |

| Juli | Juli | Juli | Juli | Juli | Juli | Juli | Juli |
| Kw   | Mo   | Di   | Mi   | Do   | Fr   | Sa   | So   |
| ---- | ---- | ---- | ---- | ---- | ---- | ---- | ---- |
| 26   |      |      |      |      | 1    | 2    | 3    |
| 27   | 4    | 5    | 6    | 7    | 8    | 9    | 10   |
| 28   | 11   | 12   | 13   | 14   | 15   | 16   | 17   |
| 29   | 18   | 19   | 20   | 21   | 22   | 23   | 24   |
| 30   | 25   | 26   | 27   | 28   | 29   | 30   | 31   |

| August | August | August | August | August | August | August | August |
| Kw     | Mo     | Di     | Mi     | Do     | Fr     | Sa     | So     |
| ------ | ------ | ------ | ------ | ------ | ------ | ------ | ------ |
| 31     | 1      | 2      | 3      | 4      | 5      | 6      | 7      |
| 32     | 8      | 9      | 10     | 11     | 12     | 13     | 14     |
| 33     | 15     | 16     | 17     | 18     | 19     | 20     | 21     |
| 34     | 22     | 23     | 24     | 25     | 26     | 27     | 28     |
| 35     | 29     | 30     | 31     |        |        |        |        |

| September | September | September | September | September | September | September | September |
| Kw        | Mo        | Di        | Mi        | Do        | Fr        | Sa        | So        |
| --------- | --------- | --------- | --------- | --------- | --------- | --------- | --------- |
| 35        |           |           |           | 1         | 2         | 3         | 4         |
| 36        | 5         | 6         | 7         | 8         | 9         | 10        | 11        |
| 37        | 12        | 13        | 14        | 15        | 16        | 17        | 18        |
| 38        | 19        | 20        | 21        | 22        | 23        | 24        | 25        |
| 39        | 26        | 27        | 28        | 29        | 30        |           |           |

| Oktober | Oktober | Oktober | Oktober | Oktober | Oktober | Oktober | Oktober |
| Kw      | Mo      | Di      | Mi      | Do      | Fr      | Sa      | So      |
| ------- | ------- | ------- | ------- | ------- | ------- | ------- | ------- |
| 39      |         |         |         |         |         | 1       | 2       |
| 40      | 3       | 4       | 5       | 6       | 7       | 8       | 9       |
| 41      | 10      | 11      | 12      | 13      | 14      | 15      | 16      |
| 42      | 17      | 18      | 19      | 20      | 21      | 22      | 23      |
| 43      | 24      | 25      | 26      | 27      | 28      | 29      | 30      |
| 44      | 31      |         |         |         |         |         |         |

| November | November | November | November | November | November | November | November |
| Kw       | Mo       | Di       | Mi       | Do       | Fr       | Sa       | So       |
| -------- | -------- | -------- | -------- | -------- | -------- | -------- | -------- |
| 44       |          | 1        | 2        | 3        | 4        | 5        | 6        |
| 45       | 7        | 8        | 9        | 10       | 11       | 12       | 13       |
| 46       | 14       | 15       | 16       | 17       | 18       | 19       | 20       |
| 47       | 21       | 22       | 23       | 24       | 25       | 26       | 27       |
| 48       | 28       | 29       | 30       |          |          |          |          |

| Dezember | Dezember | Dezember | Dezember | Dezember | Dezember | Dezember | Dezember |
| Kw       | Mo       | Di       | Mi       | Do       | Fr       | Sa       | So       |
| -------- | -------- | -------- | -------- | -------- | -------- | -------- | -------- |
| 48       |          |          |          | 1        | 2        | 3        | 4        |
| 49       | 5        | 6        | 7        | 8        | 9        | 10       | 11       |
| 50       | 12       | 13       | 14       | 15       | 16       | 17       | 18       |
| 51       | 19       | 20       | 21       | 22       | 23       | 24       | 25       |
| 52       | 26       | 27       | 28       | 29       | 30       | 31       |          |

| Januar | Januar | Januar | Januar | Januar | Januar | Januar | Januar |
| Kw     | Mo     | Di     | Mi     | Do     | Fr     | Sa     | So     |
| ------ | ------ | ------ | ------ | ------ | ------ | ------ | ------ |
| 52     |        |        |        |        |        | 1      | 2      |
| 1      | 3      | 4      | 5      | 6      | 7      | 8      | 9      |
| 2      | 10     | 11     | 12     | 13     | 14     | 15     | 16     |
| 3      | 17     | 18     | 19     | 20     | 21     | 22     | 23     |
| 4      | 24     | 25     | 26     | 27     | 28     | 29     | 30     |
| 5      | 31     |        |        |        |        |        |        |

| Februar | Februar | Februar | Februar | Februar | Februar | Februar | Februar |
| Kw      | Mo      | Di      | Mi      | Do      | Fr      | Sa      | So      |
| ------- | ------- | ------- | ------- | ------- | ------- | ------- | ------- |
| 5       |         | 1       | 2       | 3       | 4       | 5       | 6       |
| 6       | 7       | 8       | 9       | 10      | 11      | 12      | 13      |
| 7       | 14      | 15      | 16      | 17      | 18      | 19      | 20      |
| 8       | 21      | 22      | 23      | 24      | 25      | 26      | 27      |
| 9       | 28      |         |         |         |         |         |         |

| März | März | März | März | März | März | März | März |
| Kw   | Mo   | Di   | Mi   | Do   | Fr   | Sa   | So   |
| ---- | ---- | ---- | ---- | ---- | ---- | ---- | ---- |
| 9    |      | 1    | 2    | 3    | 4    | 5    | 6    |
| 10   | 7    | 8    | 9    | 10   | 11   | 12   | 13   |
| 11   | 14   | 15   | 16   | 17   | 18   | 19   | 20   |
| 12   | 21   | 22   | 23   | 24   | 25   | 26   | 27   |
| 13   | 28   | 29   | 30   | 31   |      |      |      |

| April | April | April | April | April | April | April | April |
| Kw    | Mo    | Di    | Mi    | Do    | Fr    | Sa    | So    |
| ----- | ----- | ----- | ----- | ----- | ----- | ----- | ----- |
| 13    |       |       |       |       | 1     | 2     | 3     |
| 14    | 4     | 5     | 6     | 7     | 8     | 9     | 10    |
| 15    | 11    | 12    | 13    | 14    | 15    | 16    | 17    |
| 16    | 18    | 19    | 20    | 21    | 22    | 23    | 24    |
| 17    | 25    | 26    | 27    | 28    | 29    | 30    |       |

| Mai | Mai | Mai | Mai | Mai | Mai | Mai | Mai |
| Kw  | Mo  | Di  | Mi  | Do  | Fr  | Sa  | So  |
| --- | --- | --- | --- | --- | --- | --- | --- |
| 17  |     |     |     |     |     |     | 1   |
| 18  | 2   | 3   | 4   | 5   | 6   | 7   | 8   |
| 19  | 9   | 10  | 11  | 12  | 13  | 14  | 15  |
| 20  | 16  | 17  | 18  | 19  | 20  | 21  | 22  |
| 21  | 23  | 24  | 25  | 26  | 27  | 28  | 29  |
| 22  | 30  | 31  |     |     |     |     |     |

| Juni | Juni | Juni | Juni | Juni | Juni | Juni | Juni |
| Kw   | Mo   | Di   | Mi   | Do   | Fr   | Sa   | So   |
| ---- | ---- | ---- | ---- | ---- | ---- | ---- | ---- |
| 22   |      |      | 1    | 2    | 3    | 4    | 5    |
| 23   | 6    | 7    | 8    | 9    | 10   | 11   | 12   |
| 24   | 13   | 14   | 15   | 16   | 17   | 18   | 19   |
| 25   | 20   | 21   | 22   | 23   | 24   | 25   | 26   |
| 26   | 27   | 28   | 29   | 30   |      |      |      |

| Juli | Juli | Juli | Juli | Juli | Juli | Juli | Juli |
| Kw   | Mo   | Di   | Mi   | Do   | Fr   | Sa   | So   |
| ---- | ---- | ---- | ---- | ---- | ---- | ---- | ---- |
| 26   |      |      |      |      | 1    | 2    | 3    |
| 27   | 4    | 5    | 6    | 7    | 8    | 9    | 10   |
| 28   | 11   | 12   | 13   | 14   | 15   | 16   | 17   |
| 29   | 18   | 19   | 20   | 21   | 22   | 23   | 24   |
| 30   | 25   | 26   | 27   | 28   | 29   | 30   | 31   |

| August | August | August | August | August | August | August | August |
| Kw     | Mo     | Di     | Mi     | Do     | Fr     | Sa     | So     |
| ------ | ------ | ------ | ------ | ------ | ------ | ------ | ------ |
| 31     | 1      | 2      | 3      | 4      | 5      | 6      | 7      |
| 32     | 8      | 9      | 10     | 11     | 12     | 13     | 14     |
| 33     | 15     | 16     | 17     | 18     | 19     | 20     | 21     |
| 34     | 22     | 23     | 24     | 25     | 26     | 27     | 28     |
| 35     | 29     | 30     | 31     |        |        |        |        |

| September | September | September | September | September | September | September | September |
| Kw        | Mo        | Di        | Mi        | Do        | Fr        | Sa        | So        |
| --------- | --------- | --------- | --------- | --------- | --------- | --------- | --------- |
| 35        |           |           |           | 1         | 2         | 3         | 4         |
| 36        | 5         | 6         | 7         | 8         | 9         | 10        | 11        |
| 37        | 12        | 13        | 14        | 15        | 16        | 17        | 18        |
| 38        | 19        | 20        | 21        | 22        | 23        | 24        | 25        |
| 39        | 26        | 27        | 28        | 29        | 30        |           |           |

| Oktober | Oktober | Oktober | Oktober | Oktober | Oktober | Oktober | Oktober |
| Kw      | Mo      | Di      | Mi      | Do      | Fr      | Sa      | So      |
| ------- | ------- | ------- | ------- | ------- | ------- | ------- | ------- |
| 39      |         |         |         |         |         | 1       | 2       |
| 40      | 3       | 4       | 5       | 6       | 7       | 8       | 9       |
| 41      | 10      | 11      | 12      | 13      | 14      | 15      | 16      |
| 42      | 17      | 18      | 19      | 20      | 21      | 22      | 23      |
| 43      | 24      | 25      | 26      | 27      | 28      | 29      | 30      |
| 44      | 31      |         |         |         |         |         |         |

| November | November | November | November | November | November | November | November |
| Kw       | Mo       | Di       | Mi       | Do       | Fr       | Sa       | So       |
| -------- | -------- | -------- | -------- | -------- | -------- | -------- | -------- |
| 44       |          | 1        | 2        | 3        | 4        | 5        | 6        |
| 45       | 7        | 8        | 9        | 10       | 11       | 12       | 13       |
| 46       | 14       | 15       | 16       | 17       | 18       | 19       | 20       |
| 47       | 21       | 22       | 23       | 24       | 25       | 26       | 27       |
| 48       | 28       | 29       | 30       |          |          |          |          |

| Dezember | Dezember | Dezember | Dezember | Dezember | Dezember | Dezember | Dezember |
| Kw       | Mo       | Di       | Mi       | Do       | Fr       | Sa       | So       |
| -------- | -------- | -------- | -------- | -------- | -------- | -------- | -------- |
| 48       |          |          |          | 1        | 2        | 3        | 4        |
| 49       | 5        | 6        | 7        | 8        | 9        | 10       | 11       |
| 50       | 12       | 13       | 14       | 15       | 16       | 17       | 18       |
| 51       | 19       | 20       | 21       | 22       | 23       | 24       | 25       |
| 52       | 26       | 27       | 28       | 29       | 30       | 31       |          |

## Ereignisse

### Politik und Weltgeschehen

#### Heiliges Römisches Reich

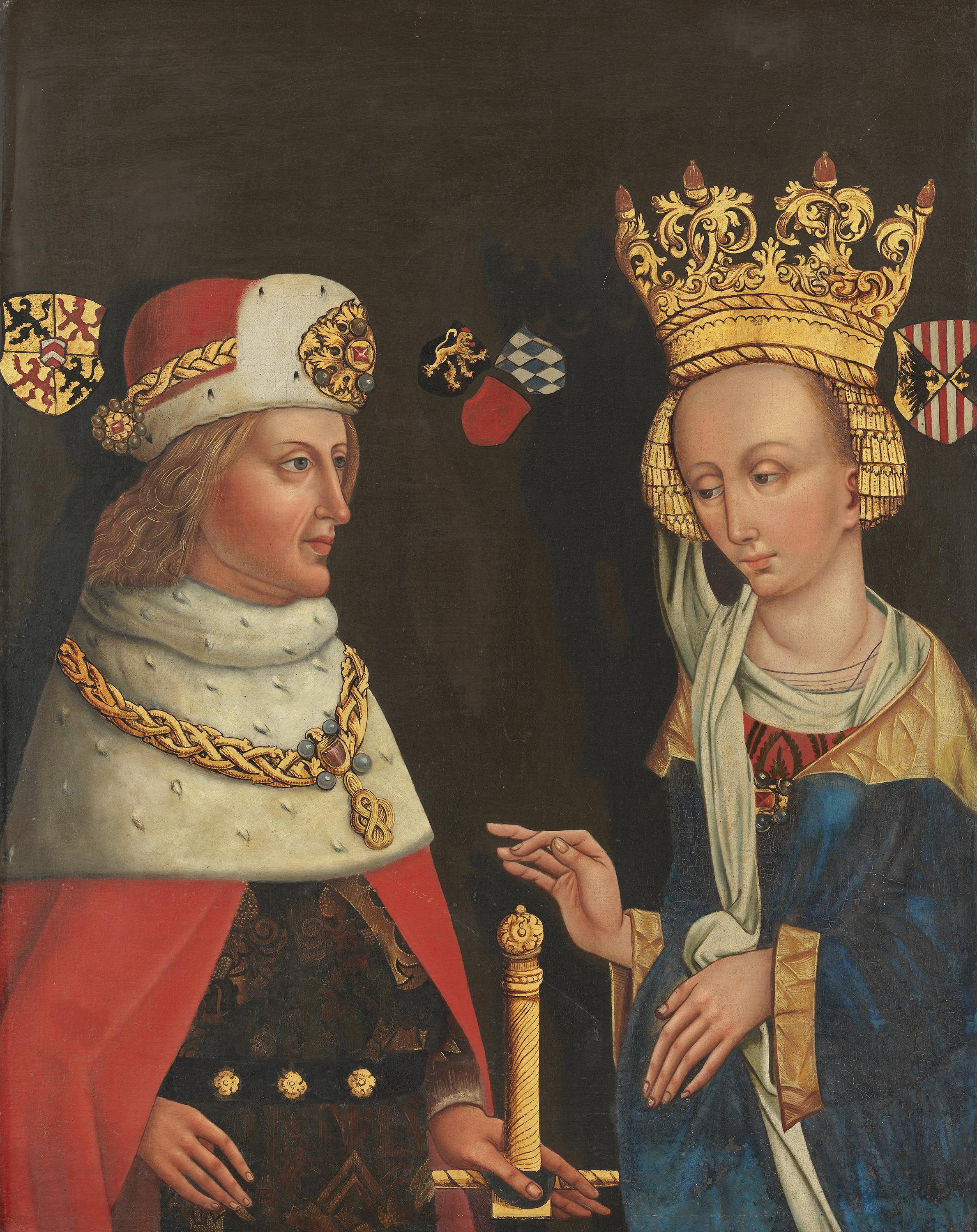
Ruprecht II. und seine Gattin Beatrix von Sizilien-Aragon

- 16. Februar: Nach dem kinderlosen Tod Ruprechts I. ist mit seinem Neffen Ruprecht II. wieder die gesamte Kurpfalz in einer Hand vereinigt.
- Graf Philipp I. von Nassau-Weilburg und Saarbrücken errichtet die Burg Philippstein. Sie dient in erster Linie der Absicherung seines Territoriums und der Bergbauminen.
- Frankfurt-Sachsenhausen wird mit einer Stadtmauer umgeben, zu der unter anderem das Affentor und der Kuhhirtenturm gehören.

#### Weitere Ereignisse in Europa
- 19. April: Robert II., erster schottischer König aus dem Hause Stewart, stirbt in Dundonald Castle, Ayrshire. Sein ältester überlebender Sohn legt seinen Geburtsnamen John ab, und wird im August in Scone als Robert III. gekrönt. Da er jedoch seit 1387 durch den Tritt eines Pferdes teilweise gelähmt ist, liegt die eigentliche Macht in der Hand seines Bruders Robert Stewart, 1. Duke of Albany, des Great Chamberlain von Schottland.
- 9. Oktober: Nach dem Tod von Johann I. besteigt sein elfjähriger Sohn Heinrich III., bislang erster Fürst von Asturien, den Thron von Kastilien und León.

#### Kleinasien und Kreuzfahrerstaaten
- 20. März: Manuel III. wird nach dem Tod seines Vaters Alexios III. Kaiser und Großkomnene von Trapezunt.
- Philadelphia im Mäandertal (heute Alaşehir), die letzte byzantinische Stadt in Kleinasien, eine isolierte griechische Enklave, wird von den Osmanen erobert. Byzanz muss den osmanischen Türken zur Eroberung Hilfstruppen zur Verfügung stellen.
- Johann I. von Aragón übergibt die Stadt Neopatros an Nerio I. Acciaiuoli, den Herzog von Athen. Das Herzogtum Neopatria hört damit faktisch zu existieren auf.

#### Nordafrika

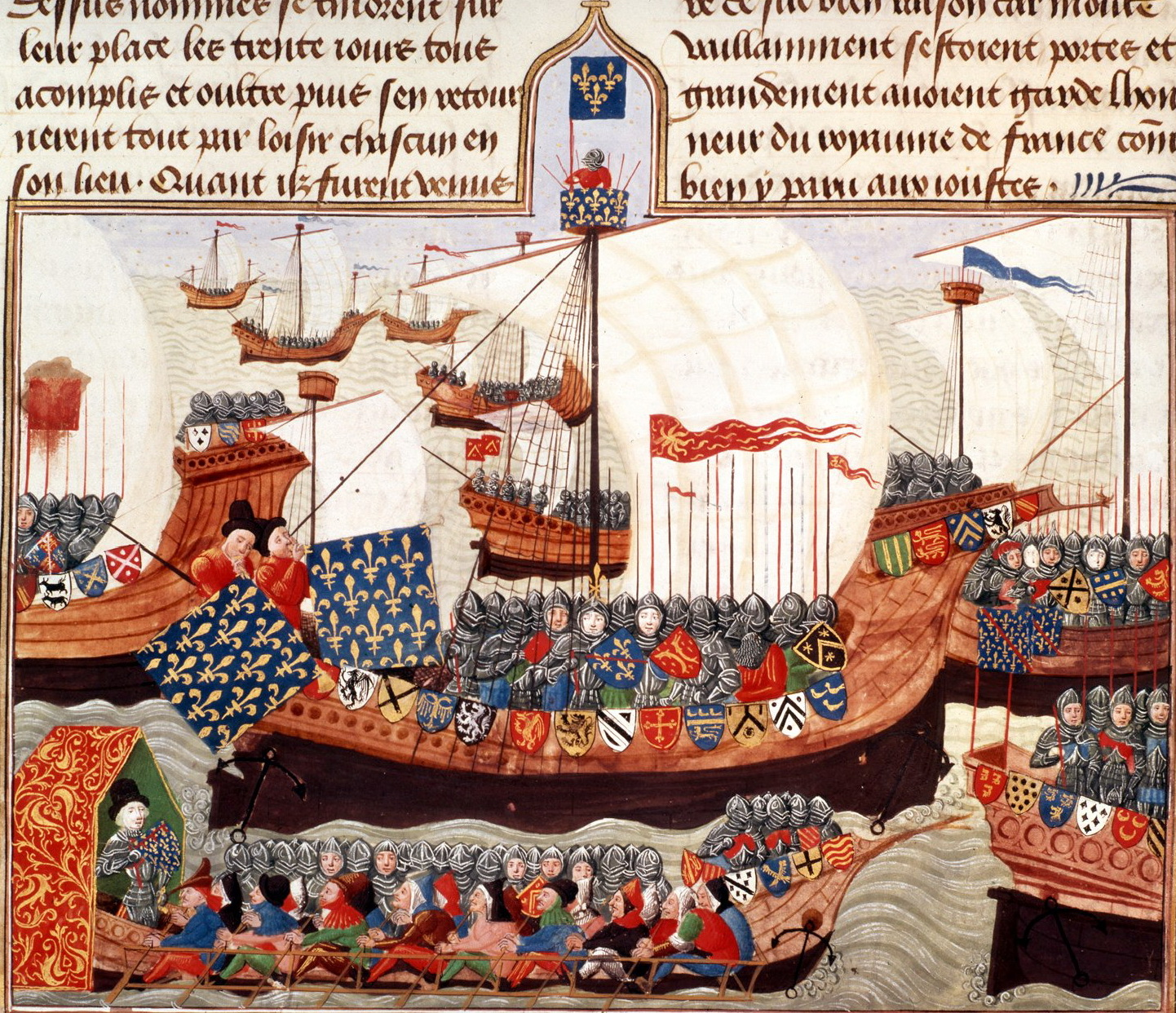
Die Kreuzfahrerflotte auf ihrem Weg nach Afrika, Darstellung aus den Chroniken des Jean Froissart, 15. Jahrhundert

- Anfang Juli: Eine französisch-genuesische Flotte bestehend aus rund 100 Galeeren sticht unter dem Oberbefehl von Louis II. de Bourbon in See. Das Ziel des Unternehmens, das sowohl vom römischen Papst Bonifatius IX. als auch vom avignonesische Gegenpapst Clemens VII. als Kreuzzug deklariert wird, ist die Hafenstadt Mahdia im Reich der Hafsiden im nordafrikanischen Ifrīqiya, die seit längerem als Stützpunkt für muslimische Piratenfahrten und den damit einhergehenden Menschenhandel fungiert. Nach der Ankunft Ende Juli beginnt die Belagerung der Stadt. Als ein sarazenisches Entsatzheer aufmarschiert, entwickelt sich allerdings ein zermürbender Stellungskrieg. Im Kreuzfahrerlager brechen Seuchen aus, und die Moral sinkt auf einen Tiefpunkt.
- Mitte September: Der Kreuzzug gegen Mahdia endet mit einem auf zehn Jahre geschlossenen Waffenstillstand, die Stadt Mahdia soll für fünfzehn Jahre ihre Steuern statt an den hafsidischen Kalifen in Tunis an Genua abführen. Die Kreuzritter verlassen Ende September Nordafrika. Auf dem Rückweg werden einige Häfen auf Sardinien angegriffen, die als Nachschubbasis für die Piraten gedient haben, dabei wird unter anderem Cagliari für Genua erobert.
- Barquq besiegt as-Salih Haddschi II. endgültig und macht sich damit zum zweiten Mal zum Sultan der Mamluken in Ägypten.

#### Urkundliche Ersterwähnungen
- Die Fichtenmühle bei Heideck sowie die Steffelmühle und die Trebitzmühle bei Altenkunstadt werden erstmals urkundlich erwähnt.
- Die Orte Autengrün, Berzovia, Feilitzsch, Feuerthalen, Greppin, Labenz, Moosmühle, Neidingen, Schimmendorf, Schirnewitz, Skeliwka, Straach, Temnitztal, Thalkleinich, Vărădia, Vierschau und Wuschan werden erstmals urkundlich erwähnt.

### Wissenschaft und Technik
- Die Halepaghen-Schule Buxtehude wird als Lateinschule erstmals urkundlich erwähnt.

### Kultur

#### Architektur
- Die Stadt Bologna beauftragt den Architekten Antonio di Vincenzo mit dem Bau der Basilika San Petronio auf der Piazza Maggiore.

#### Literatur

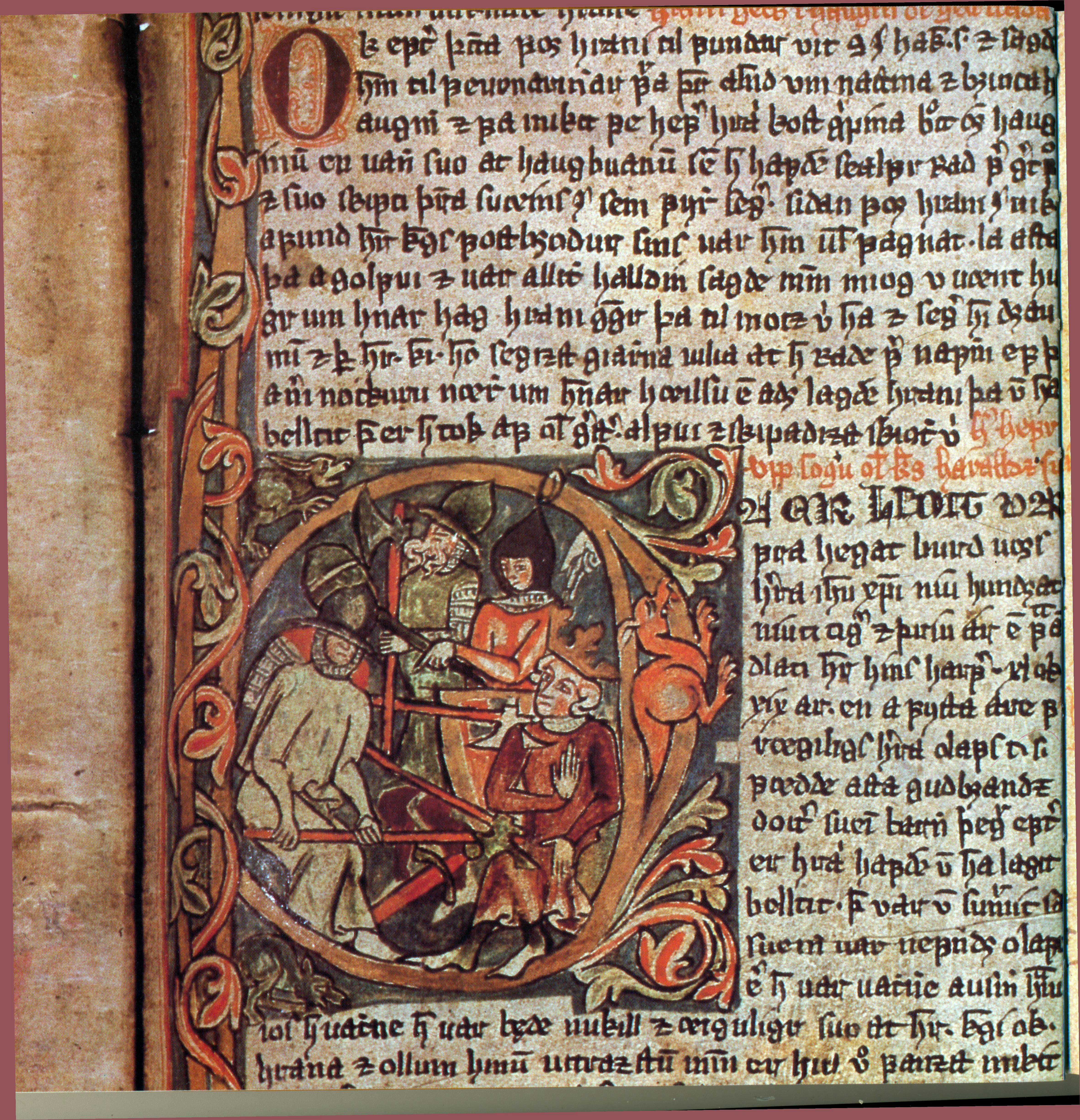
Ausschnitt aus dem Flateyjarbók

### Religion

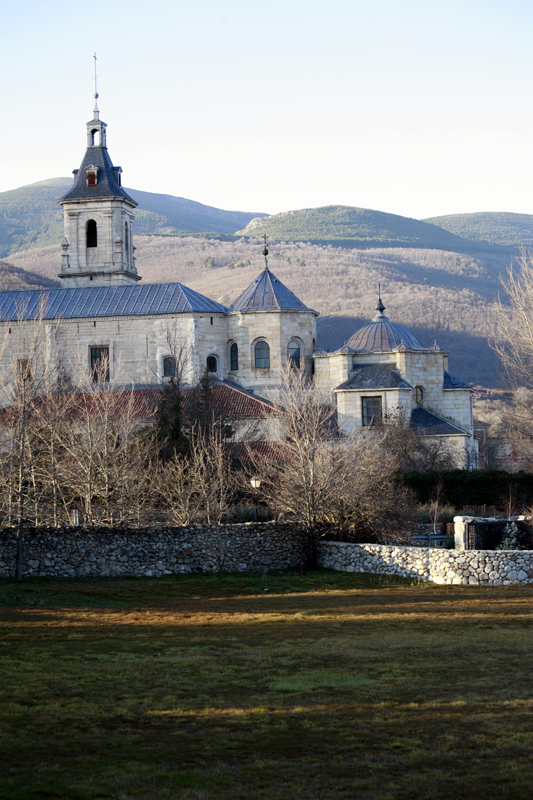
Kloster El Paular

- Das Kloster El Paular der Kartäuser wird auf Anweisung von Heinrich III. von Kastilien an der Stelle einer alten Kapelle errichtet.
- Kiprian wird Metropolit von Kiew, der ganzen Rus und Litauen.

## Geboren

### Geburtsdatum gesichert
- 23. Juni: Johannes von Krakau, Priester der Diözese Krakau und Theologieprofessor an der dortigen Jagiellonen-Universität († 1473)
- 24. August: Otto I., Pfalzgraf von Mosbach († 1461)

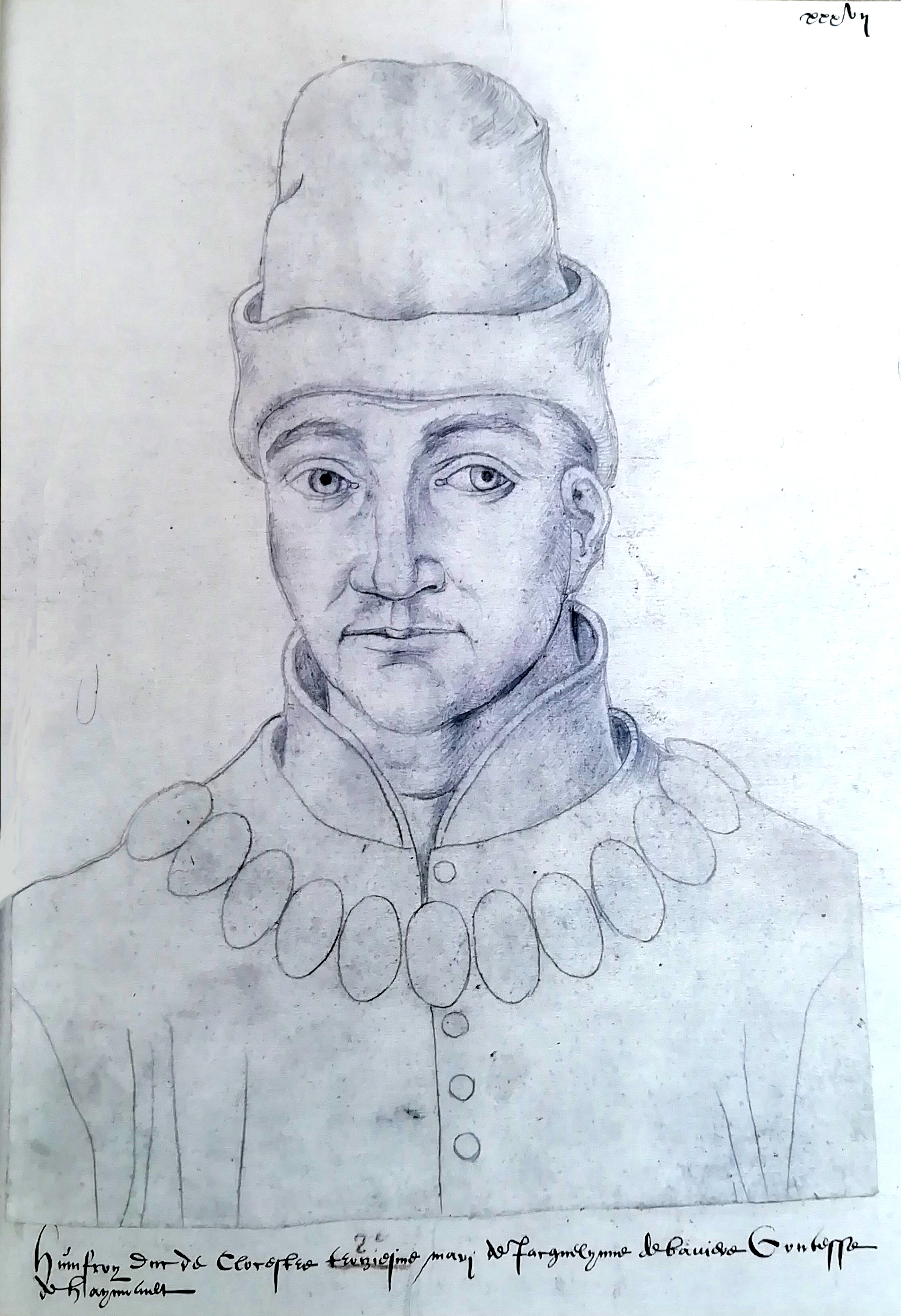
Humphrey, Duke of Gloucester; zeitgenössische Zeichnung

- 3. Oktober: Humphrey, Duke of Gloucester, englischer Hochadliger und Regent von England († 1447)
- 27. Dezember: Anne de Mortimer, englische Adelige († 1411)

### Genaues Geburtsdatum unbekannt
- November: Elisabeth von Görlitz, Herzogin von Luxemburg, Herzogin von Brabant und Limburg sowie Herzogin von Bayern-Straubing und Gräfin von Holland, Seeland und Hennegau († 1451)
- Francesco Barbaro, venezianischer Humanist und Diplomat († 1454)
- Dietrich, Graf von Oldenburg († 1440)
- Dietrich Schenk von Erbach, Erzbischof von Mainz († 1459)
- Archibald Douglas, schottischer Adeliger, Guardian of Scotland sowie Herzog von Touraine († 1439)
- Matthäus Ensinger, Baumeister der süddeutschen Gotik († 1463)
- Georg I. von Schaumberg, Fürstbischof des Hochstiftes Bamberg († 1475)
- Ranuccio Farnese il Vecchio, italienischer Condottiere, Herr von Montalto, Latera, Farnese, Ischia, Valentano und Cellere, Senator in Rom und Graf von Piansano († 1460)
- Israel Isserlein, deutscher Rabbiner († 1460)
- Johann I. von Glymes, niederländischer Edelmann († 1427)
- Ludwig, Fürst von Orange, Herr von Orbe, Echelens, Grandson etc. († 1463)
- Magnus von Sachsen-Lauenburg, Bischof von Cammin und Hildesheim († 1452)
- Moctezuma I., Herrscher über die aztekische Stadt Tenochtitlán († 1469)
- Cristoforo Moro, Doge von Venedig († 1471)
- Peter I., Graf von Brienne und Conversano sowie Graf von Saint-Pol († 1433)
- André de Toulongeon, Großstallmeister von Frankreich († 1432)
- Giovanni Vitelleschi, italienischer Condottiere und Kardinal († 1440)
- Johannes Walling, deutscher römisch-katholischer Geistlicher an der römischen Kurie und Dompropst in Lübeck († 1458)

### Geboren um 1390
- Barbara von Cilli, Statthalterin in Ungarn sowie römisch-deutsche, ungarische und böhmische Königin († 1451)
- Jan van Eyck, flämischer Maler († 1441)
- Lukas Moser, deutscher Maler
- Ralph Pudsey, englischer Ritter († 1468)

## Gestorben

### Todesdatum gesichert
- 26. Januar: Adolf VII. der Milde, Graf von Holstein-Kiel und Graf von Holstein-Plön (* um 1327)
- 6. Februar: Adolf von Nassau-Wiesbaden-Idstein, Bischof von Speyer und Erzbischof von Mainz (* 1353)
- 16. Februar: Ruprecht I., Pfalzgraf und Kurfürst von der Pfalz, Gründer der Universität Heidelberg (* 1309)
- 4. März: Ulrich I. von Rosenberg, böhmischer Adeliger
- 20. März: Alexios III., Kaiser und Großkomnene von Trapezunt (* 1338)
- 27. März: Hedwig von Sagan, Königin von Polen und Herzogin von Liegnitz (* 1340/1350)
- 13. April: Konrad von Gelnhausen, katholischer Priester, Theologe und Universitätsprofessor (* um 1320/25)
- 17. April: Guy Brian, englischer Adeliger, Militär und Diplomat (* um 1309)
- 19. April: Robert II., König von Schottland (* 1316)
- 26. Mai: Ferry Cassinel, Erzbischof von Reims
- 8. Juli: Albert von Rickmersdorf, deutscher Mathematiker und Logiker und Bischof von Halberstadt (* um 1316)
- 10. Juli: Tommaso Orsini, italienischer Kardinal der Römischen Kirche
- 14. August: John Arundel, englischer Adliger (* um 1364)
- 20. August: Konrad Zöllner von Rotenstein, Hochmeister des Deutschen Ordens (* um 1325)
- 24. August: Reinhard von Sayn, Bischof von Kulm
- 4. September: Ruprecht VII., Graf von Nassau
- 23. September: Johann I., Herzog von Lothringen (* 1346)
- 9. Oktober: Johann I., König von Kastilien und León (* 1358)

### Genaues Todesdatum unbekannt
- Hafis, persischer Dichter, (* um 1315)
- Hartlevus de Marca, erster Rektor der Universität zu Kölln (* um 1360)
- Ulrich Kyser, Spitalmeister des Kreuzherrenklosters in Memmingen
- Nikolaus von Rakonitz, böhmischer Theologe und Rektor der Prager Karlsuniversität (* um 1350)
- Potho von Pothenstein, Bischof von Münster und Schwerin
- As-Salih Haddschi II., Sultan der Mamluken in Ägypten
- Giusto de’ Menabuoi, italienischer Maler
- Sikander Shah, Sultan von Bengalen (* um 1335)
- at-Taftāzānī, islamischer Theologe, Logiker, Rechtsgelehrter und Koranexeget (* 1322)
- Tile Wardenberg, Bürgermeister von Cölln (hingerichtet)
- Wartislaw V., Herzog von Pommern (* 1326)